# Lemesos
Lemesos (řecky Λεμεσός, turecky Limasol/Leymosun) je druhé největší město Kypru s populací čítající k roku 2011 celkem 235 056 obyvatel. Leží v zálivu Akrotiri na jižním pobřeží ostrova a je hlavním městem stejnojmenného distriktu a zároveň největším kyperským přístavem. Město je též významné z hlediska cestovního ruchu, obchodu a služeb. Sídlí v něm Kyperská technická univerzita. Návštěvníky láká na kulturně-historické atraktivity, archeologická naleziště, široké spektrum ubytovacích zařízení a velké mariny, která byla zbudována poblíž starého města.
Nedaleko města se nachází britská vojenská základna Akrotiri.